# Homelská oblast
Homelská oblast (bělorusky Гомельская вобласць – Homeľskaja voblasc´, rusky Гомельская область – Gomeľskaja oblasť) je územní správní jednotka na jihovýchodě Běloruska v regionu Polesí. Správním střediskem, kulturním a hospodářským centrem území je druhé největší běloruské město Homel. Oblast se rozkládá se na 40 372 km² a má asi 1,4 milionu obyvatel (1 338 617 k 1. 1. 2024). Člení se na 21 okresů (rajonů).
Oblast je převážné rovinatá. Protékají jí velké řeky Dněpr, Prypjať a dolní toky Bereziny a Sože. Vedle Homelu, umístěného v rámci oblasti poměrně excentricky na východě, jsou dalšími významnými středisky Mazyr na jihozápadě a Žlobin na severu.
Po havárii elektrárny v Černobylu elektrárně byla Homelská oblast zasažena největším množstvím radioaktivního spadu ze všech podobně velkých oblastí. Některá území na jihu a jihozápadě oblasti, hlavně u hranice s Ukrajinou, jsou tak stále uzavřena.

## Administrativní dělení

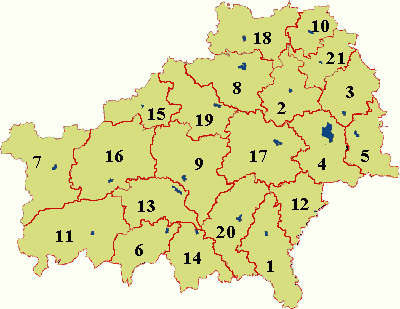
Mapa rajónů

Gomelská oblast se skládá ze 21 rajónů, které jsou uvedené v následující tabulce.
| #   | Český název            | Původní název        | Rozloha (km²) | Počet obyvatel (2009) | Administrativní centrum rajónu |
| --- | ---------------------- | -------------------- | ------------- | --------------------- | ------------------------------ |
| 1.  | Brahinský rajón        | Брагінскі раён       | 1960,46       | 14 211                | Brahin                         |
| 2.  | Buda-Kašaljovský rajón | Буда-Кашалёўскі раён | 1594,50       | 35 738                | Buda-Kašaljova                 |
| 3.  | Větkaŭský rajón        | Веткаўскі раён       | 1558,62       | 18 766                | Větka                          |
| 4.  | Homelský rajón         | Гомельскі раён       | 1955,79       | 69 930                | Homel*                         |
| 5.  | Dobrušský rajón        | Добрушскі раён       | 1452,72       | 40 632                | Dobruš                         |
| 6.  | Jelský rajón           | Ельскі раён          | 1365,68       | 17 839                | Jelsk                          |
| 7.  | Žytkavický rajón       | Жыткавіцкі раён      | 2916,27       | 40 838                | Žytkavičy                      |
| 8.  | Žlobinský rajón        | Жлобінскі раён       | 2110,77       | 104 871               | Žlobin                         |
| 9.  | Kalinkavický rajón     | Калінкавіцкі раён    | 2756,24       | 64 055                | Kalinkavičy                    |
| 10. | Karmjanský rajón       | Кармянскі раён       | 949,15        | 15 456                | Karma                          |
| 11. | Lelčycký rajón         | Лельчыцкі раён       | 3221,31       | 27 722                | Lelčycy                        |
| 12. | Lojeŭský rajón         | Лоеўскі раён         | 1045,53       | 14 346                | Lojeŭ                          |
| 13. | Mozyrský rajón         | Мазырскі раён        | 1603,47       | 128 817               | Mozyr                          |
| 14. | Naroŭljanský rajón     | Нараўлянскі раён     | 1588,82       | 11 371                | Naroŭlja                       |
| 15. | Akcjabrský rajón       | Акцябрскі раён       | 1381,19       | 15 989                | Akcjabrski                     |
| 16. | Petrykaŭský rajón      | Петрыкаўскі раён     | 2835,18       | 33 960                | Petrykaŭ                       |
| 17. | Rečycký rajón          | Рэчыцкі раён         | 2713,95       | 104 781               | Rečyca                         |
| 18. | Rahačoŭský rajón       | Рагачоўскі раён      | 2066,99       | 60 933                | Rahačoŭ                        |
| 19. | Světlahorský rajón     | Светлагорскі раён    | 1899,91       | 90 125                | Světlahorsk                    |
| 20. | Chojnický rajón        | Хойніцкі раён        | 2027,74       | 22 412                | Chojniki                       |
| 21. | Čačerský rajón         | Чачэрскі раён        | 1229,88       | 15 790                | Čačersk                        |

* město Homel (okolo 520 tisíc obyvatel) není součástí rajónu